# 橋玄
橋 玄（きょう げん、永初3年（109年） - 光和6年（183年））は、後漢の政治家。字は公祖。梁国睢陽県の人。七世の祖の橋仁は前漢の大鴻臚。祖父の橋基は広陵太守。父の橋粛は東萊太守。子の橋羽は任城相。族子に橋瑁がいる。

## 生涯
若くして県の功曹となった。時の豫州刺史周景が梁国に至ったとき、橋玄は周景に面会すると地に伏して陳国相羊昌の罪悪を申し述べ、自分を陳国従事に任命して徹底的に取り調べさせてくれるように乞うた。周景は橋玄の決意を壮として、従事に任じると陳国へ派遣した。橋玄は羊昌の賓客をことごとく収監し、贓罪（贈収賄罪）の罪状で取り調べた。大将軍梁冀は日ごろから羊昌と親交があり、檄を発して橋玄を召喚しようとしたが、橋玄は取調べをますます厳しくして、遂に羊昌を檻車で洛陽へ送った。この一件で橋玄は世に名を著した。
孝廉に推挙され、洛陽左尉となった。昇進して斉国の相になったが、事件に連座して労役刑となった。刑期が終わると再び招聘されて上谷太守となり、次いで漢陽太守のときには上邽県令の皇甫禎を贓罪として髠笞（髪を剃り、鞭打つ）の刑に処した。皇甫禎は死に、一帯は震え上がった。また、郡の名士の姜岐を召して吏にしようとしたが、姜岐が病と称して応じなかったために怒り、督郵を派遣して強迫し、「もし姜岐が来なければその母を嫁とする」とまで言った。郡内の士大夫が挙って諌めたために橋玄はようやく諦めた。この一件は論者達の大きな非難を浴びることになった。
のちに司徒の長史から将作大匠となり、桓帝の末期、大将軍と三公府の推挙によって度遼将軍・仮黄鉞となった。橋玄は任地に至ると、兵士を十分に休ませてから諸将を率いて高句麗の伯固らを討ち破って敗走させた。三年の在職の間に辺境は安静となった。
霊帝の時代になると呼び戻されて河南尹となり、その後は九卿・三公を歴任した。光和元年（178年）、太尉となって数か月で病のために免じられ、太中大夫を拝命して自宅で医者に掛かった。光和6年（183年）に死去。享年75。橋玄は剛直性急で大仰な礼儀を用いなかったが、下位の士人には恭謙で、宗族の中に橋玄の地位を利用して高位に昇った者はいなかった。橋玄が死ぬと家には生業が無くなり、喪中に殯も行われなかった。世論はこれを称賛した。
橋玄は、洛陽に召されて間もなく無名の曹操の訪問を受けてその様子に感嘆し、「私は天下の名士を多く見てきたが、君のような者はいなかった。君は善く自らを持せよ。私は老いた、願わくば妻子を託したいものだ」と語っている。このため曹操の名は知れ渡ることになった。建安7年（202年）、曹操が軍を率いて橋玄の墓の傍を通ったとき、人をやって太牢の儀礼でもって橋玄を祀り、自ら祭祀の文を奉げている。

## 三国志演義での「喬公」
小説『三国志演義』には、喬玄の名前で第一回に唯一登場する。曹操の才能をほめたたえている。
四十四回で、「江東の二喬」（大喬・小喬）の父親として、喬公と呼ばれる人物が登場する。大喬は孫策の妻に、小喬は水軍大都督周瑜の妻になったため、喬国老とも呼ばれる。呉を訪れた劉備の人品に感嘆し、孫権との対立を避けるため孫権の腹違いの妹の孫夫人を劉備に嫁がせるのに協力した。
この喬公の本名は明確に語られない。前文の喬玄とは関係が不明であり、諸葛亮は二喬は民間の女子だと言っている。しかし、同作中で曹操が「かつて喬公と契りを交わした」と述べて二喬を自分のものとする理由の一つにしており、設定が矛盾している。